# Charles Greville Montagu
Charles Greville Montagu (1741-1784) est le dernier gouverneur royal de la province de Caroline du Sud de 1766 à 1773 . Il est également le commandant du régiment du duc de Cumberland pendant la Révolution américaine.

## Biographie
Charles est le deuxième fils de Robert Montagu (3e duc de Manchester). Il fréquente l'Université d'Oxford en 1759 et épouse Elizabeth Balmer en 1765. Il est également député de Huntingdonshire de 1762 à 1765.
Ses tentatives pour faire respecter la loi du timbre de 1765 le rendent impopulaire auprès des colons locaux en tant que gouverneur et conduisent à son départ pendant la Révolution américaine. Il essaye d'être favorable aux colons et aux rebelles américains, après avoir gracié certains des régulateurs. Mais ce n'est pas suffisant.
Pendant la Guerre d'indépendance des États-Unis, il commence à recruter des prisonniers américains pour le régiment du duc de Cumberland pour combattre les forces espagnoles, qui sont du côté des colons. Charles est capturé en train de recruter des soldats sur des navires-prisons britanniques à New York, mais est libéré par le général Nathanael Greene. Il tente de convaincre le général américain William Moultrie de rejoindre son régiment, mais il échoue. Charles et ses recrues constituent le régiment d'armée du duc de Cumberland, qui est dissout en 1783.
Charles se rend à Halifax, en Nouvelle-Écosse, avec sa famille (et Joseph Marshall). Son régiment de duc de Cumberland s'installe à Guysborough. Il est décédé peu de temps après et est enterré dans la crypte de l'Église Saint-Paul d'Halifax. Sa tombe déclare qu'il est décédé le 3 février 1784, toujours dans la quarantaine.
Il donne son nom à Montagu Street, Charleston, Caroline du Sud. Le régiment de Montagu donne son nom à Cumberland Street, Charleston, Caroline du Sud.